# Перші Європейські спортивні ігри

Логотип Перших Європейських спортивних ігор

Перші Європейські спортивні ігри — перше загальноєвропейське змагання з неолімпійських видів спорту, що проходило з 19 по 23 липня 2007 у Києві. Ініціатива започаткування та проведення таких змагань надійшла від Уряду України у 2006 році. 

## Перелік видів спорту
- Більярдний спорт
- Богатирське багатоборство
- Бодибілдинг
- Боулінг
- Боротьба на поясах «Алиш»
- Кікбоксинг
- Мотоспорт
- Панкратіон
- Регбі-7
- Самбо
- Спортивний танець
- Спортивна акробатика
- Сумо
- Ушу
- Черлідинг